# Ludewa
Ludewa es un valiato de Tanzania perteneciente a la región de Njombe.
En 2012, el valiato tenía una población de 133 218 habitantes, de los cuales 10 115 vivían en la kata de Ludewa.
El valiato se ubica en el sur de la región, en la costa del lago Malaui, y limita al este con la región de Ruvuma. La localidad se ubica unos 70 km al sur de la capital regional Njombe, cerca de la costa del lago.
Étnicamente, el área está habitada principalmente por pangwas, kisis y mandas. La economía se basa en la agricultura de subsistencia, aunque también hay pesca en la zona costera.

## Subdivisiones
Comprende 25 katas:
- Ibumi
- Iwela
- Kilondo
- Lifuma
- Luana
- Ludende
- Ludewa (la capital)
- Lugarawa
- Luilo
- Lumbila
- Lupanga
- Lupingu
- Madilu
- Madope
- Makonde
- Manda
- Masasi
- Mavanga
- Mawengi
- Milo
- Mkongobaki
- Mlangali
- Mundindi
- Nkomang'ombe
- Ruhuhu